# Patrick Ohleff
Patrick Ohleff (Spitzname: Big Pat) (* 14. Mai 1981) ist ein Weltmeister im Powerlifting.
Ohleff wurde in seiner Sportdisziplin, die er erst seit drei Jahren ausübt, zweimal Landesmeister NRW und einmal Bezirksmeister Niederrhein. In Leipzig  wurde er Deutscher Meister in der Submasters-Gewichtsklasse (35 bis 45 Jahre, 125 bis 140 kg). In der gleichen Gewichtsklasse errang er in Leipzig auch den Weltmeistertitel. Dabei stellt er zwei neue Weltrekorde auf. Er hob 300 kg in der Kniebeuge und 295 kg beim Kreuzheben.
Beruflich arbeitet Patrick Ohleff als Trainer in einem Fitnessstudio in Niederzier-Huchem-Stammeln.